# Keitelnetz

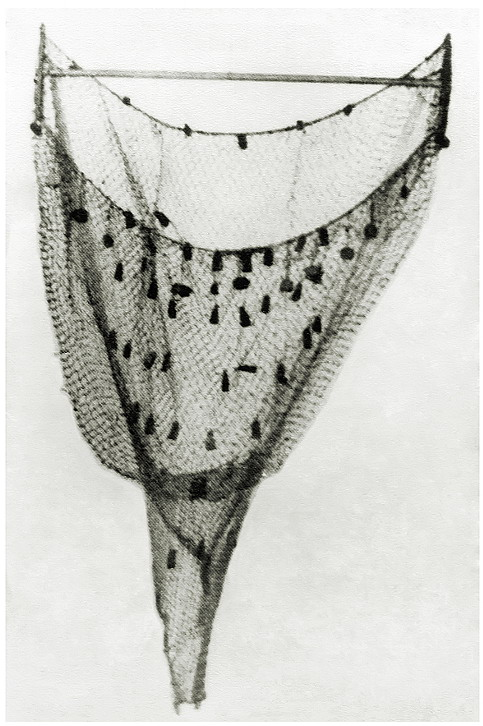
Keitelnetz am Keitelbaum. Die vordere Öffnung des Netzes wurde durch die Botten offen gehalten. Im Betrieb befand sich der Keitelbaum parallel zum Grund und das Netz schwamm hinterher.

Der Keitel (auch Keitelgarn oder Keitelnetz, früher auch Keutel, Keidel oder Kidel) ist ein sack- bzw. trichterförmiges Fischernetz, das als Schlepp- oder Grundschleppnetz auf dem Kurischen Haff zum Einsatz kam. Ähnliche Netze, evtl. unter anderem Namen, hat es auch in anderen Gebieten (z. B. dem Frischen Haff) gegeben. Auf diesen Netztyp geht direkt die Bezeichnung für den Keitelkahn zurück.
Der Name leitet sich aus dem Wort Keutel her, was vor allem ‚sackartig‘ bedeutet.

## Aufbau
Der Keitel ist ein etwa 10–12 m langes, sack- bzw. trichterförmiges Netz ohne Flügel. Es hat im vorderen Bereich einen Durchmesser von ca. 4 m; der Umfang des Vorderrandes beträgt etwa 12  m. Dabei wird der Keitel aber nicht mit einer runden oder unbestimmten Öffnung durch das Wasser gezogen, sondern mit Hilfe des Keitelbaums, Schwimmern und Senkern annähernd in Form eines Rechtecks aufgespannt.

### Netz
Das Keitelnetz besteht aus 3 aneinandergefügten, sich nach hinten zu verjüngenden Netzteilen mit jeweils unterschiedlichen Maschenweiten: Vorderteil(auch Rumpf), Mittelrock und Achtergarn.
Der Rumpf hat relativ weite Maschen (ca. 22–24 mm), um bei möglichst wenig Wasserwiderstand „möglichst viele Fische zu schlucken“. Das Achtergarn, der eigentliche Fangsack, ist wesentlich enger geknüpft, um den Fisch sicher zu fangen; die Maschengröße war teilweise durch den Gesetzgeber begrenzt (beim Aalkeitel ca. 13 mm), betrug aber minimal 6–7 mm. Das Achtergarn war aus 2 Hälften zusammengesetzt – so konnte der hintere, am meisten beanspruchte Teil ausgewechselt werden.
Zwischen Mittelrock und Achtergarn befand sich ein schmaler Netzstreifen, die Joost. An dieser war der Inkel befestigt. Dieses innere Trichternetz diente dazu, den Fisch zwar möglichst ungehindert in den Fangsack hineinzulassen, ihn aber am Wiederhinausschwimmen zu hindern. Dabei war zumindest der hintere Teil des Inkels aus relativ feinem Garn, um den hineinschwimmenden Fisch möglichst wenig zu irritieren.
Das Achtergarn war hinten schlauchartig verengt, allerdings nicht geschlossen, sondern nur mit einer Verschlussleine umschlossen. Somit konnte das Netz bei Bedarf auch von hinten geöffnet und geleert werden. An der Verschlussleine wurde mit einer weiteren längeren Leine der Stehder befestigt – ein Schwimmer, der sowohl die Position des Netzes beim Fischen zeigte, als auch zum Ergreifen des Netzendes diente.
Zur Erhöhung der Haltbarkeit des Netzes wurde dieses geteert.
Bevor ab ca. 1890 die Berufsfischer des Haffs weitgehend auf die Verwendung maschinengestrickter Netze übergingen, wurden diese gänzlich in Heimarbeit von der Familie des Fischers selber geknüpft. Allerdings mussten verschiedene Netzteile (bspw. solche mit abnehmender Maschengröße) auch weiterhin in Handarbeit hergestellt werden. Das Zusammenknüpfen der einzelnen Netzteile erfolgte grundsätzlich in Eigenarbeit.

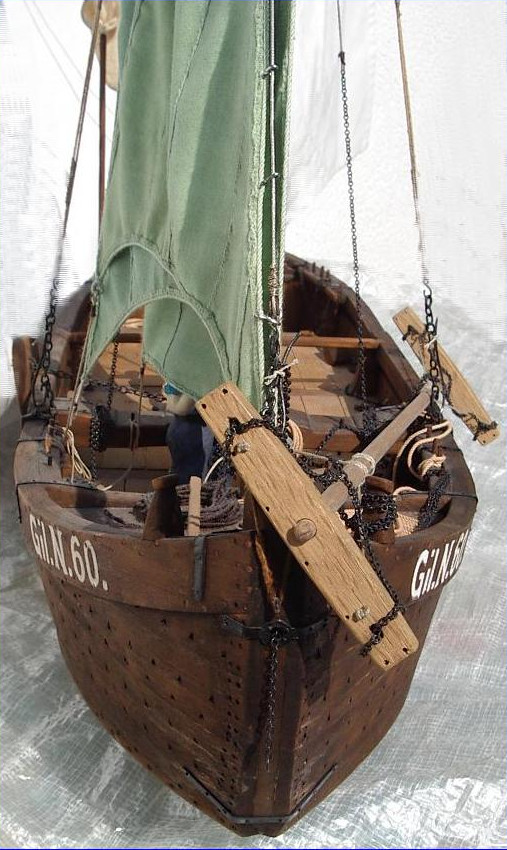
Bugansicht eines Keitelkahns (Modell) mit abgelegtem Keitelbaum. Wurde zum Fang hinausgefahren, war das Netz bereits vollständig am Baum montiert und wurde dann über ihm „aufgeschichtet“.

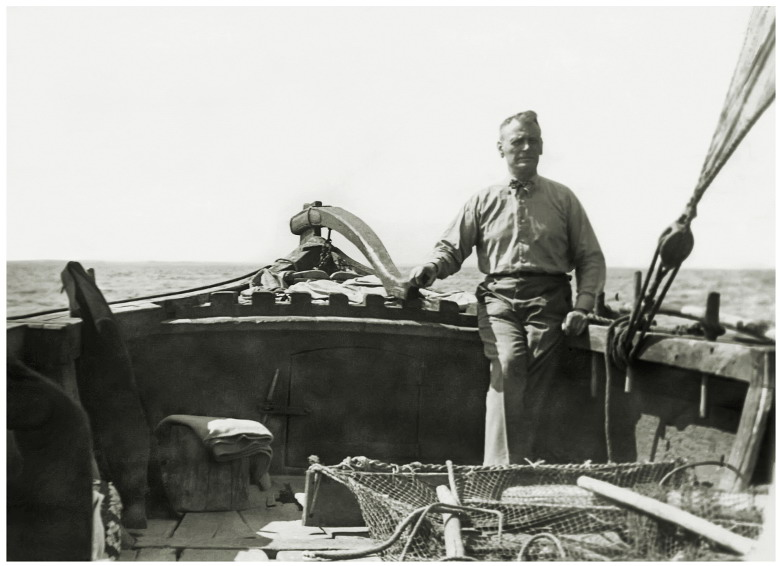
Auf Fangfahrt. Im Vordergrund ist das am Baum angeschlagene Netz zu erkennen

### Keitelbaum und Botten
Der Keitelbaum diente dazu, die Öffnung des Netzes in der Breite aufzuspannen. Er war 6–8 m (teilweise bis 9 m) lang und aus Esche oder Fichte. Für den scharf über dem Grund fischenden Aalkeitel wählte man zwar eher Esche, weil sie schwerer war und somit das Netz „besser am Grund hielt“; zudem hatten Eschenstangen bezogen auf ihre Länge einen sich weniger ändernden Durchmesser. Ansonsten wurde Fichte bevorzugt, da sie insgesamt leichter war und die Schwimmeigenschaften über einen längeren Zeitraum konstant blieben.
An die an den Baumenden sitzenden Botten wurde das Netz angeschlagen; sie spannten den Keitel somit zusätzlich in der Höhe auf. Die Botten waren Holzbretter von ca. 1,5–2 m Höhe. (Sie waren zwar prinzipiell „so hoch wie möglich“, allerdings wurde die Höhe u. a. durch die eingeschränkte Wassertiefe des Haffs beschränkt). Sie wurden auf Zapfen des Baums dreh- und abnehmbar aufgesteckt und mit Hilfe von Leinen (Zäume) an diesem befestigt. Da der Keitelbaum immer so transportiert wurde, wie die nebenstehende Abbildung zeigt, mussten die Botten abnehmbar sein, falls dies etwa bei stärkerem Seegang bzw. bei großer Krängung notwendig wurde.

### Simmen, Schwimmer und Senker
Um die Netzöffnung verlief eine Randleine, die Simm. Diese diente sowohl der Verstärkung (bzw. als Anknüpfpunkt) als auch der Formgebung. Zumindest die Obersimm wurde beim fangfertigen Keitel zusätzlich durch die Pantenleine verstärkt. Auf dieser saßen Schwimmer (Panten), die den oberen Netzrand nach oben hin leicht bogenförmig aufspannten. Auch die Oberseite des gesamten Netzes war mit kleineren Schwimmern versehen, um es möglichst gut offen zu halten – den sogenannten Flotten.
An der Untersimm wurden hingegen Senker befestigt, die sowohl die Unterkante aufspannten, als auch den gesamten Keitel im Gleichgewicht hielten. Sie war etwas kürzer als die Obersimm, damit sie nicht durchhing, sondern eher parallel zum Boden verlief (was besonders beim Fischen dicht über dem Grund wichtig war).
Als Gewichte für das Netz wurden hauptsächlich Steine verwendet, die entsprechend eingebunden wurden; sehr schwere Steine (Gewichte für das Keitelgeschirr) wurden vom Dorfschmied mit entsprechenden Beschlägen versehen. Da sich die Senker dicht über oder auch auf dem Boden bewegten, lösten sie sich manchmal; daher wurden immer Ersatzsenker mitgeführt. Seltener kamen auch sogenannte Grapsteine zum Einsatz: aus Ton gebrannte Ringe, die sicherer einzubinden, allerdings weniger haltbar waren (und zudem gekauft werden mussten). Blei- oder Eisengewichte wären zu teuer gewesen und wurden so gut wie nie verwendet. Die Schwimmer bestanden vornehmlich aus Kork, vor allem vor dessen Einführung auch aus geeignetem Holz (Erle oder Weide, vor allem auch Pappel-Borke); Glashohlkugeln hatten sich nicht durchgesetzt.

### Keitelgeschirr
Alle Taue, Drähte und Ketten, die zum Aussetzen, Fischen und Einholen notwendig waren, werden als Keitelgeschirr bezeichnet. Ob eine Vorrichtung als Leine oder Kette bezeichnet wurde, lässt jedoch nur bedingt darauf schließen, ob es sich tatsächlich um eine solche handelte; teilweise wurde das Material, nicht aber die Bezeichnung gewechselt. Einige Bezeichnungen haben offenbar einen litauischen oder kurischen Ursprung; zahlreiche Verbesserungen des Geschirrs gingen auch auf die hauptsächlich die Keitelfischerei betreibenden „Litauer“ zurück.
Der Keitel wurde von je 2 oben und unten an den Botten angebrachten kurzen Ketten (Bottstrang oder Bottstrangkette), die V-förmig zusammenliefen, gezogen. An deren Verbindungspunkt waren die Bottleinen bzw. Schapel (auch Szapel) befestigt, die dann ihrerseits ebenfalls zu einem zentralen Kreuzungspunkt zusammenliefen. Von diesem Kreuzungspunkt aus verliefen dann wiederum verschiedene Leinen weiter zum Kahn: Losleine, Treibleine, Scharleine (auch Szarleine oder Steuerkette). Dabei diente die Treibleine eher zum Übertragen der Zugkräfte, die anderen der Steuerung bzw. Ausrichtung des Keitels.
An verschiedenen Stellen des Geschirrs konnten zusätzlich Gewichte angebracht werden, um den Keitel in der gewünschten Tiefe auszutarieren. Je nach Lage wurden diese zuvor fest montiert oder konnten bei Bedarf auch während des Fangs an den Leinen hinabgelassen werden. Einerseits wurden die Gewichte im Voraus nach gewollter Einsatztiefe gewählt; bei höherer Windstärke (bzw. daraus resultierender Geschwindigkeit) musste der Keitel dann stärker beschwert werden, um ihn in der gewünschten Tiefe zu halten.

## Fischerei mit dem Keitel
Der Keitel wurde hauptsächlich zum Fang von Aal und Stint eingesetzt. Besonders der Stint war zeitweilig ein Massenfisch und wurde teilweise als Schweinefutter verkauft; für den Handel mit ihm gab es offenbar ein großzügiges „Stintmaß“: einen Holzbottich mit ca. 20 l Inhalt.
Der Keitel als Fanggerät existierte schon sehr lange. Trotzdem bildete sich der spezielle, recht große Typ „Keitelkahn“, dem er dann auch den Namen gab, erst relativ spät, seit etwa Mitte des 19. Jh., heraus. Dies wurde vor allem notwendig, weil die Keitel immer größer wurden und größere, stärkere Kähne benötigt wurden, um mit diesen zu fischen.
Eine Besonderheit ist, dass die Kähne beim Keiteln quer vor dem Wind trieben: Auf diese Weise konnten die Leinen des Keitelgeschirrs relativ weit auseinanderliegen: Die Treibleine, auf der die Hauptzugkräfte lagen, wurde am Hauptmast befestigt, die Losleine am Kleinmast und die Szarleine an einer hinteren Dolle belegt. Das Steuer wurde entweder ganz ausgehängt oder aber der Helmhold (Pinne) weitest möglich nach Lee gelegt und der Steuerschwanz dann provisorisch an der hinteren Dolle festgesetzt; gesteuert wurde mit den Leinen des Keitelgeschirrs (dabei ist – vor dem Wind treibend – eigentlich kein „Steuern“ notwendig, mit den Leinen des Keitelgeschirrs wurde vor allem dessen Lage bzgl. des Kahns beeinflusst).

### Keiteltypen
Es gab hauptsächlich 3 verschiedene Keiteltypen, die für den Fang der verschiedenen Fische spezialisiert waren: Man unterschied Aal-, Frühjahrs- und Herbstkeitel. Sie unterschieden sich nur geringfügig, vor allem in der Maschenweite (hier waren behördliche Mindestvorgaben zu beachten) und darin, in welcher Höhe gefischt werden sollte – der Stint schwamm eher im freien Wasser, der Aal hingegen knapp über Grund. Oftmals wurde sogar dasselbe Netz benutzt und nur leicht modifiziert.

### Schädlichkeit des Keitels – Umweltaspekte
Da das Haff recht flach ist, waren beim Keiteln Grundberührungen nahezu unvermeidbar. Zudem wurde der Aalkeitel gewollt so knapp über dem Grund geführt, wie es technisch gerade noch möglich war, ohne „hängenzubleiben“. Untersimm und Senker sollten gut am Boden anliegen, denn „der Aal liebt muddigen Boden, in den er sich gerne eingräbt“. Schäden am Grund und am Bewuchs waren daher unvermeidlich – und angesichts der hohen Zahl von Keitlern wohl auch massiv.
Der Keitel war von jeher umstritten. Man hatte schon früh dessen Schädlichkeit erkannt und immer wieder versucht, die Keitelfischerei zu verbieten oder zumindest einzuschränken, da „deren fortwährendes Kreuzen den Grund des Haffes unaufhörlich beunruhigt, den Pflanzenwuchs zerstört und die Fische verscheucht. Die kleinen Fische, die oft in grosser  Zahl in das Keutelgarn gerathen, werden durch den starken Druck, welchem sie durch das schnelle Fortschleppen des Netzes ausgesetzt sind, so betäubt, dass sie, selbst wenn sich der Fischer die Mühe nimmt, sie ins Wasser zurückzuwerfen, lange an der Oberfläche treiben und meistens ein Raub der Möven und Krähen werden.“ Ein erstes Verbot lässt sich bereits 1578 nachweisen.
Andererseits scheinen Stinte in schier unglaublichen Mengen vorgekommen zu sein, so sei nach einem Bericht „der Gebrauch des engmaschigen Stintkeitels durchaus unschädlich, vielmehr nützlich, um die Stinte zu verwerten, die sonst abstürben und das Wasser verdürben“. 1842 war wohl nach erheblicher Beschränkung des Stintfanges eine Situation eingetreten, dass man das Haff „in einer Breite von 1 ½ Meilen dick mit toten Stinten bedeckt  fand, das Ufer meilenweit mit 1 ½ Fuß breiten Hügeln von faulen Stinten gesäumt außer denen noch zahllose schon vertrocknete Tiere dort lagen. Infolge der Verderbnisse des Wassers waren außerdem auch zahlreiche andere Fische als Quappen, Barsche und Weißfische abgestorben und verbreiteten einen unerträglichen Gestank“.
Trotzdem war es so, dass durch die Fischerei mit den eigentlich zu engen Netzen auch sehr viel Fischbrut (vor allem auch wertvoller Speisefische) vernichtet wurde und immer weniger, immer kleinerer Fisch gefangen wurde. Teilweise betrug der Beifang bis zu 80 %. Ein amtlicher Bericht kam 1929 zu dem Ergebnis, dass der „Rückgang des Fischbestandes im Kurischen Haff namentlich an Zandern und Barschen in den letzten Jahren … überwiegend auf die rücksichtslose Ausübung der Keitelfischerei“ zurückzuführen sei. Auch die oben erwähnte offenbare Notwendigkeit zur Vergrößerung der Netze könnte durchaus schon ein Hinweis auf eine Überfischung sein. Die Schädlichkeit des Keitels wurde auch von anderen Autoren untersucht.

### Schutzmaßnahmen
Um die Überfischung zumindest einzuschränken, war bis zum Ende des Zweiten Weltkriegs die Fischerei mit Motorkraft auf dem Haff verboten. Zudem wurde die Möglichkeit zur Keitelfischerei durch saisonale Beschränkungen auch zeitlich eingegrenzt.
Außerdem gab es Vorschriften hinsichtlich der Maße der Gezeuge – hinsichtlich der Größe der Netze sowie vor allem auch deren Maschenweiten. Diese wurden auch durchgesetzt: Nicht den Vorgaben entsprechende Fanggeräte wurden konfisziert und zudem Strafzahlungen verhängt.

#### Gebiete, in denen die Keitelfischerei betrieben wurde
Vor allem aufgrund der Überlegungen zur Umweltverträglichkeit wurde die Fischerei mit dem Keitel auch örtlich begrenzt. Die Grenzen wurden immer wieder verschoben; grundsätzlich war sie aber nur im Südhaff erlaubt. Das gesamte Kurische Haff ist mit durchschnittlich 3,8 m relativ flach, besonders und nahezu ausnahmslos flach ist jedoch der nördliche Teil (unter 2 m).
Außerdem spielten neben der Tiefe Überlegungen hinsichtlich des Bodens, des Bewuchses und zu Laichgebieten eine Rolle, so dass sich auch im südlichen Haff die Grenzen der Fanggebiete immer wieder verschoben und spezielle Schutzgebiete eingerichtet wurden.